# Brachydiplax chalybea
Brachydiplax chalybea е вид водно конче от семейство Libellulidae. Видът не е застрашен от изчезване.

## Разпространение и местообитание
Разпространен е в Бруней, Виетнам, Индия (Андамански острови, Асам, Западна Бенгалия и Никобарски острови), Индонезия (Калимантан, Сулавеси, Суматра и Ява), Камбоджа, Китай, Лаос, Малайзия (Западна Малайзия, Сабах и Саравак), Мианмар, Провинции в КНР, Сингапур, Тайван, Тайланд, Филипини, Хонконг и Япония.
Обитава сладководни и полусолени басейни.

## Описание
Популацията на вида е стабилна.